# Megalostrata depicta
Megalostrata depicta is een spinnensoort uit de familie van de loopspinnen (Corinnidae).
De wetenschappelijke naam van de soort werd in 1895 als Delozeugma depictum gepubliceerd door Octavius Pickard-Cambridge.